# ستونغ ترينغ
ستونغ ترينغ هي مدينة، تتبع محافظة ستونغ ترينغ، هي عاصمة Stung Treng Municipality ‏، بلغ عدد سكانها 29٬665 نسمة.

## المناخ
يظهر الجدول التالي التغييرات المناخية على مدار السنة لستونغ ترينغ:
| البيانات المناخية لـستونغ ترينغ                       | البيانات المناخية لـستونغ ترينغ | البيانات المناخية لـستونغ ترينغ | البيانات المناخية لـستونغ ترينغ | البيانات المناخية لـستونغ ترينغ | البيانات المناخية لـستونغ ترينغ | البيانات المناخية لـستونغ ترينغ | البيانات المناخية لـستونغ ترينغ | البيانات المناخية لـستونغ ترينغ | البيانات المناخية لـستونغ ترينغ | البيانات المناخية لـستونغ ترينغ | البيانات المناخية لـستونغ ترينغ | البيانات المناخية لـستونغ ترينغ | البيانات المناخية لـستونغ ترينغ |
| الشهر                                                 | يناير                           | فبراير                          | مارس                            | أبريل                           | مايو                            | يونيو                           | يوليو                           | أغسطس                           | سبتمبر                          | أكتوبر                          | نوفمبر                          | ديسمبر                          | المعدل السنوي                   |
| ----------------------------------------------------- | ------------------------------- | ------------------------------- | ------------------------------- | ------------------------------- | ------------------------------- | ------------------------------- | ------------------------------- | ------------------------------- | ------------------------------- | ------------------------------- | ------------------------------- | ------------------------------- | ------------------------------- |
| الدرجة القصوى °م (°ف)                                 | 36.1 (97.0)                     | 37.2 (99.0)                     | 38.3 (100.9)                    | 40.6 (105.1)                    | 38.9 (102.0)                    | 37.2 (99.0)                     | 38.9 (102.0)                    | 38.9 (102.0)                    | 33.9 (93.0)                     | 33.9 (93.0)                     | 34.4 (93.9)                     | 33.9 (93.0)                     | 40.6 (105.1)                    |
| متوسط درجة الحرارة الكبرى °م (°ف)                     | 31.1 (88.0)                     | 32.8 (91.0)                     | 34.4 (93.9)                     | 35.0 (95.0)                     | 32.8 (91.0)                     | 31.7 (89.1)                     | 30.6 (87.1)                     | 30.6 (87.1)                     | 30.0 (86.0)                     | 30.0 (86.0)                     | 30.0 (86.0)                     | 29.4 (84.9)                     | 31.5 (88.7)                     |
| المتوسط اليومي °م (°ف)                                | 25.0 (77.0)                     | 26.7 (80.1)                     | 28.9 (84.0)                     | 30.0 (86.0)                     | 28.6 (83.5)                     | 27.8 (82.0)                     | 27.0 (80.6)                     | 27.2 (81.0)                     | 26.7 (80.1)                     | 26.4 (79.5)                     | 25.8 (78.4)                     | 24.2 (75.6)                     | 27.0 (80.6)                     |
| متوسط درجة الحرارة الصغرى °م (°ف)                     | 18.9 (66.0)                     | 20.6 (69.1)                     | 23.3 (73.9)                     | 25.0 (77.0)                     | 24.4 (75.9)                     | 23.9 (75.0)                     | 23.3 (73.9)                     | 23.9 (75.0)                     | 23.3 (73.9)                     | 22.8 (73.0)                     | 21.7 (71.1)                     | 18.9 (66.0)                     | 22.5 (72.5)                     |
| أدنى درجة حرارة °م (°ف)                               | 9.4 (48.9)                      | 11.1 (52.0)                     | 17.2 (63.0)                     | 20.0 (68.0)                     | 18.9 (66.0)                     | 19.4 (66.9)                     | 20.0 (68.0)                     | 19.4 (66.9)                     | 18.9 (66.0)                     | 17.2 (63.0)                     | 11.7 (53.1)                     | 10.0 (50.0)                     | 9.4 (48.9)                      |
| الهطول مم (إنش)                                       | 2.5 (0.10)                      | 12.7 (0.50)                     | 27.9 (1.10)                     | 83.8 (3.30)                     | 203.2 (8.00)                    | 276.9 (10.90)                   | 337.8 (13.30)                   | 309.9 (12.20)                   | 325.1 (12.80)                   | 188.0 (7.40)                    | 61.0 (2.40)                     | 12.7 (0.50)                     | 1٬841 (72.48)                   |
| المصدر: Sistema de Clasificación Bioclimática Mundial |                                 |                                 |                                 |                                 |                                 |                                 |                                 |                                 |                                 |                                 |                                 |                                 |                                 |

## أعلام
- كين لو